# 藍色珊瑚礁 (1980年電影)
- 關於松田聖子的單曲，請見「藍色珊瑚礁 (單曲)」。
- 關於其他同名作品，請見「藍色珊瑚礁」。

《藍色珊瑚礁》（英語：The Blue Lagoon）是1980年上映的美國爱情生存電影，由蘭德爾·克萊澤执导，道格拉斯·戴·史都華编剧，改編自亨利·德维尔·斯塔克普尔的同名小說。由布魯克·雪德絲及克里斯多福·阿特金斯主演。音樂由巴茲爾·波爾多里斯編寫，摄影师是納斯托·阿爾門德羅斯。
劇情描述水手、理查和艾梅林所搭的船發生火災，脫困時和其他人分散，之後逃到大洋洲的荒島上，水手照顧這二個兒童，教導他們求生。後來水手去世，理查和艾梅林在島上成長。當他們進入青春期時，隨著身體漸漸發育，理查和艾梅林也開始相戀。電影中有一些性愛的情節，艾梅林後來懷孕，生下一名男嬰。在片中理查和艾梅林有許多裸露的鏡頭。由於飾演艾梅林的布魯克·雪德絲當時才十四歲，因此在這部影片中的裸露具有爭議性。許多她的裸體鏡頭是由替身演員所拍攝，而布魯克·雪德絲本人的正面裸露鏡頭中，會用頭髮蓋住乳房（頭髮胸罩）。
《藍色珊瑚礁》于1980年6月20日上映。阿爾門德羅斯的攝影受到好評，但是不少影評人批評劇本及波姬·小絲的演技。尽管如此，此片在商業上非常的成功，以450萬美元的預算，而其票房是5800萬美元，是1980年票房第9高的电影。此片也獲得許多的獎項提名，獲得土星獎最佳奇幻電影得名，攝影阿爾門德羅斯獲得奧斯卡最佳攝影獎的提名，男主角克里斯多福·阿特金斯獲得金球獎最佳男新人的提名。

## 劇情
在维多利亚时代初期，水手培迪·巴顿（李歐·麥肯飾演）和二個互為堂親的小孩理查、艾梅林，因在南太平洋上遭遇船隻事故而漂流到一個熱帶島嶼。培迪照顧這二個小孩，教導他們求生的技能。他在島的另一邊發現有祭壇，而且上面有進行人祭後殘留的血跡，因此頒布禁止到島的另一邊的「法律」，巴顿也警告他們不能吃島上會致命的紅色漿果。
後來，培迪在一次大醉後過世。只留下理查和艾梅林。他們到島的另外一個地方，建造另一個小屋居住。
幾年之後，理查和艾梅林（現在由克里斯多福·阿特金斯和布魯克·雪德絲飾演）已經是青少年了。捕魚、游泳及潛水尋找珍珠是他們每天的生活。因為他們沒有性教育的相關知識，在進入青春期的過程中有許多的衝突。當艾梅林第一次月經時，她被流出的血嚇到了，理查以為她受傷了，要檢查傷口，但被艾梅林拒絕了。理查被艾梅林的身體所吸引，但艾梅林當時不知回應理查，理查失望的離去，只好自慰。
有船接近小島，是他們到島上幾年來的第一次。但艾梅林沒有生火求救，因此，船上的人沒有注意到他們，就離去了。理查因為此事對艾梅林生氣，而艾梅林說這裡已經是他們的家，他們要留在這裡，而理查不相信她的說法。
艾梅林偷偷的跑到島上禁止去的那一邊，看到祭壇以及血。她把血和耶穌釘十字架聯想到一起，認為這就是上帝。艾梅林試著勸理查，和她一起到島的另一邊去禱告。理查因為艾梅林試圖破壞「法律」的行為而震驚。之後他們互相謾罵，艾梅林告訴理查：她知道理查自慰的事，威脅要告訴理查的爸爸亞瑟。兩人互丟椰子，理查的頭被椰子砸到。之後理查將艾梅林趕出了小屋。
艾梅林不小心踩到了石頭魚。在病痛虛弱的情形下，艾梅林求理查「帶她到上帝那裡」，理查帶艾梅林到島的另一邊，放在祭壇上，也向上帝禱告。艾梅林後來恢復了，理查也向她承認他害怕失去艾梅林。
在艾梅林可以走路後，他們開始在珊瑚礁裸泳。他們也陷入熱戀，探索如何作愛，之後兩人就常常作愛，後來艾梅林懷孕了，當他們發現胎動時，他們以為那是艾梅林的胃造成的，因此不知所措。
艾梅林生了一個小男孩，他們給他取名叫培迪。艾梅林也慢慢學習如何餵他。小培迪慢慢長大，這對年輕的爸媽教他如何游泳、捕魚及建房子。
理查的爸爸亞瑟（威廉·丹尼爾斯飾演）仍試圖要找這二個人，駕船經過這個島，發現他們在島上遊玩。理查和艾梅林也發現了船，但對在島上的生活很滿意，因為沒有求救，就走開了。理查和艾梅林當時身上裹著泥巴，亞瑟認為他們是島上的原住民，因此也離去了。
有一天，這個小家庭乘著救生艇去他們以前住的地方。理查下船去為艾梅林及小培迪採香蕉，小培迪在艾梅林沒注意時，將一串紅色漿果帶到救生艇上。艾梅林及小培迪的船慢慢的漂離岸邊，小培迪不小心將一隻桨弄到水中了。艾梅林碰不到桨，呼叫理查，理查游過去，但有鲨鱼跟在後面。艾梅林為了驅趕鲨鱼，用另一個桨丟往鲨鱼那裡，讓理查可以爬上救生艇。而他們在有鲨鱼威脅的情形下，無法拿到桨，兩人設法用手撥水，但沒有用。救生艇被海流帶離岸邊。
漂流幾天後，理查和艾梅林醒來，發現小培迪在吃他撿到的紅色漿果。兩人在無望之下，也吃下了紅色漿果，躺下等死。幾小時後，亞瑟的船找到了他們，亞瑟問：「他們還活著嗎？」船長說：「他們沒有死，只是睡著了。」

## 角色
- 布魯克·雪德絲飾演艾梅林·萊斯特蘭奇（Emmeline Lestrange）
  - Elva Josephson飾演幼年的艾梅林·萊斯特蘭奇
- 克里斯多福·阿特金斯（英语：Christopher Atkins）飾演理查·萊斯特蘭奇（Richard Lestrange）
  - Glenn Kohan飾演幼年的理查·萊斯特蘭奇
- Bradley Pryce飾演小培迪·萊斯特蘭奇
  - Chad Timmermans飾演嬰兒時的培迪
- 李歐·麥肯（英语：Leo McKern）飾演水手培迪·巴顿（Paddy Button）
- 威廉·丹尼爾斯（英语：William Daniels）飾演亞瑟·萊斯特蘭奇（Arthur Lestrange）
- 艾倫·霍普古德（英语：Alan Hopgood）飾演船長
- 盖斯·梅尔卡里奥（英语：Gus Mercurio）飾演官員

## 拍攝過程

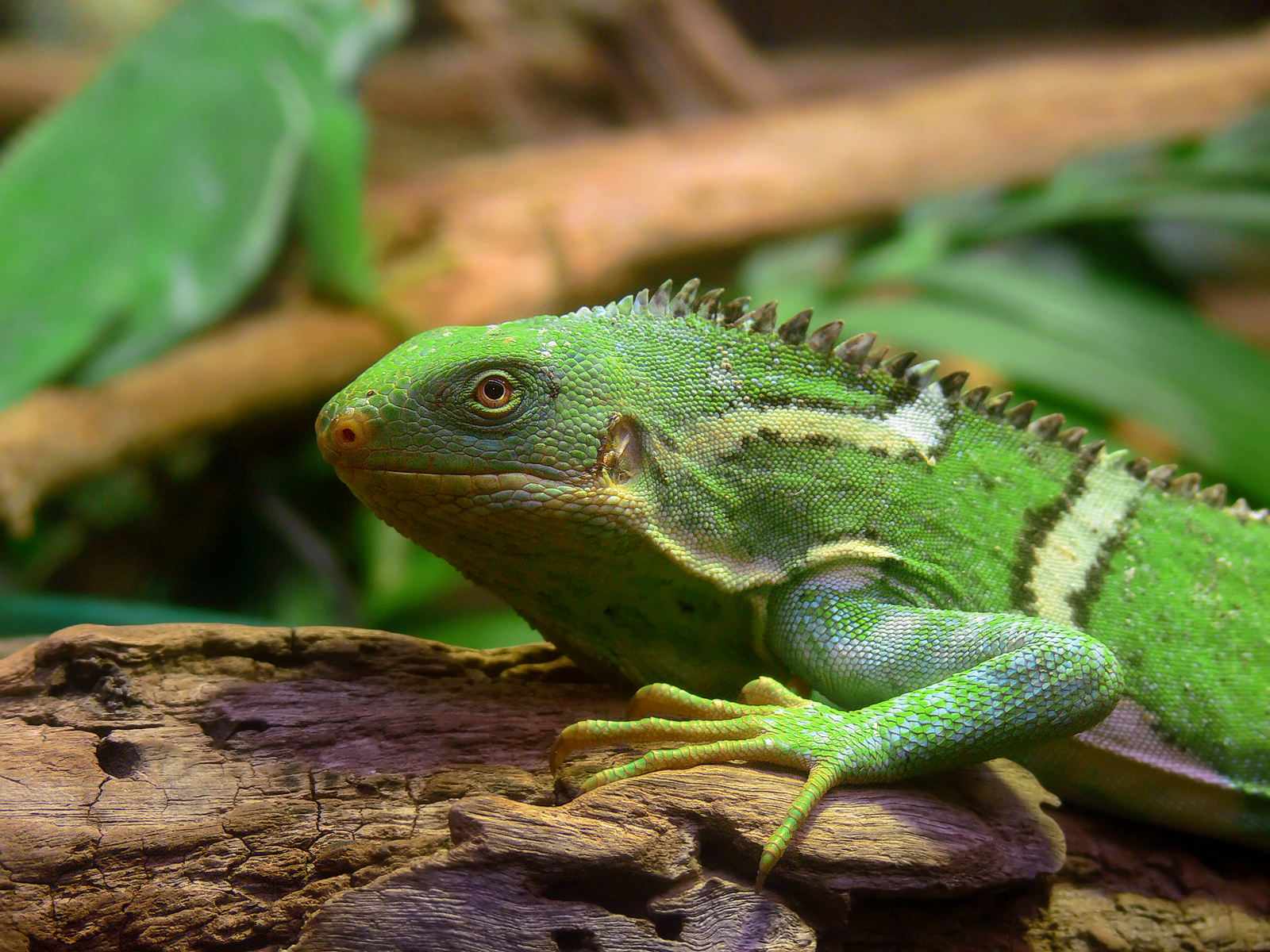
斐济短冠鬣蜥是因為此片才被生物學家發現的物種

此片的導演蘭德爾·克萊澤對原著小說十分的讚賞，因此想要拍攝此片。他聘請了寫過《The Boy in the Plastic Bubble》劇本的道格拉斯·戴·史都華來改編劇本，也和想到好萊塢工作的澳洲導演理查·富蘭克林碰面。蘭德爾·克萊澤認為可以用一個澳洲人的劇組，而由理查·富蘭克林協助管理。
此片是在牙买加以及斐濟的私人島納努亞島拍攝。電影中的動植物是包括來自幾個洲的不同物種。上映後，在斐濟拍攝的鬣蜥是生物學家沒看過的物種，爬虫两栖类学家約翰·吉本斯（John Gibbons）在看了電影後注意到這件事，並且去斐濟旅行進行研究，他在1981年描述了新物種斐济短冠鬣蜥（Brachylophus vitiensis）的特徵。珊瑚礁的景色是在马耳他的科米諾島（Comino Island）及以瓦努阿图的香檳灣（Champagne Bay）拍攝。
片中所有布魯克·雪德絲的全裸鏡頭都是由32歲的動物協調員凱西·特魯特擔任替身演員。布魯克·雪德絲許多上空鏡頭是在用頭髮蓋住乳房的方式（即頭髮胸罩）拍攝。男主角阿特金斯在片也有不少裸體的鏡頭（包括正面的裸體鏡頭）。
海底的画面是由泰勒·榮恩及泰勒·瓦萊麗夫婦拍攝。

## 反響

### 影評
《藍色珊瑚礁》受到影評的抨擊。在爛番茄的22個評論中，所給的評分為9%。最常見的評論是此電影荒謬的描寫兒童在文明社會以外的發展及成長，島上原住民造成的戲劇性威脅，以及戲劇呈現的方式，明顯地蓋過了男女主角的性活動。罗杰·埃伯特給予此片1½顆星的評價（满分4星），他說：「若這部片可以認真一點處理二個七歲小孩因船難到這個島上，會發生什麼事，此片可能會更有意思一點。不過本片不是寫實片，只是理想的浪漫電影，小孩在的小屋好像Club Med的蜜月小屋，而原始人正在島的另一邊用人獻祭。」他也認為此電影的結尾是明顯的虎头蛇尾。他和吉恩·西斯克爾在1980年代的Sneak Previews中，將此片列為「dogs of the year」。《Time Out》評論此片：「宣傳為『自然的愛』，不過除了『在大自然中作愛之外』，這兩個小孩對婚姻及傳統性別角色的扮演，一點都不自然。」。《华盛顿邮报》的Gary Arnold認為此片是「風景如畫的狂想曲，其中包括在熱帶島嶼上學習技能、玩家家酒、游泳、欣賞風景及開始享受性感。」他特別諷刺其中的主角始終無法作出明顯的推論。
2022年12月，布魯克·雪德絲及克里斯多福·阿特金斯論及拍攝本片的感想，布魯克·雪德絲稱道：「再也不會拍這樣的電影了，這是不允許的。動物在電影中受傷了。我們用魚叉和各種瘋狂的東西。孩子們光著身子在海灘上奔跑。」，當時年僅18歲的克里斯多福·阿特金斯稱「我被激怒了。」，後來克里斯多福·阿特金斯補述「如果你還記得的話，有些場景我和你赤裸著屁股，從滑梯上滑下來之類的。這有點尷尬，但對我來說有點好笑，因為在這個時候我會這麼做。」，「我們之間的化學反應真是太棒了。那裡發生了很多偉大的時刻，我認為正是影片中表現出的許多純真才使它更有效。」

### 票房
根據Box Office Mojo，此片是1980年北美票房的第九名，美國及加拿大的票房有5885萬美元，而其預算為450萬美元。

## 獎項及榮譽
- 主要獎項
  - 提名：奧斯卡最佳攝影獎 – 納斯托·阿爾門德羅斯（英语：Néstor Almendros）
  - 提名：土星獎 – 最佳奇幻電影
  - 提名：金球獎，最佳年度新人–克里斯多福·阿特金斯
- 第1屆金酸莓獎（英语：1st Golden Raspberry Awards）
  - 獲獎：金酸莓獎最差女主角（波姬·小丝）
- 青年艺术家奖
  - 提名：Best Major Motion Picture – 家庭娛樂類
  - 提名：Best Young Motion Picture Actor – 克里斯多福·阿特金斯
  - 提名：Best Young Motion Picture Actress – 波姬·小丝

### 其他榮譽
美国电影学会將此片列在以下的列表中：
- 2002年：AFI百年百大愛情電影 – 提名[24]。

## 相關作品
《藍色珊瑚礁》是改編自亨利·德維爾·斯塔克普爾的同名小說。第一部由此小說改編的電影是英國1923年的}无声电影The Blue Lagoon。在1949年有另一部英國的改編電影，中文譯名是《南海天堂》。和這兩部片比起來，1980年的版本有較多的裸露及性的情形，不過還是比原著中的少很多。
1991年的續集《重回藍色珊瑚礁》簡單的說明《藍色珊瑚礁》之後發生的事，不過其中提到理查和艾梅林都死在船上，只有小孩活了下來，因為沒有人知道小孩已取名叫小培迪，因此以他爸爸的名字取名叫理查。這部電影發行後，所受抨擊相較本作更甚之而無不及，在知名影評網站爛番茄獲得0%新鮮度，截至2023年4月在爛番茄整理的「有史以來最糟糕的100部電影」排行榜位居第16名。
在1984年的電影《笑破铁幕》中的回顧場景中，有簡單的模仿這部電影。《時空怪客》影集的《Leaping of the Shrew》由布魯克·雪德絲客串演出，劇情是一個少年和少女受困在荒島上。在1983年的電影《瘋狂總動員》中也有模仿此片，其中約翰·甘迪一直出現的惡夢就和此電影有關。夢的結尾用了阿特金斯的自慰場景，甘迪在自慰時，剛好被旁邊船上嘲笑的遊客看到。
2011年12月9日，有線電視公司Lifetime通過了電視電影《藍色珊瑚礁：覺醒》。首播是2012年6月16日，阿特金斯在此影集中飾演同船的老師，而學生愛瑪及迪恩和同船的人分開，後來到荒島上。

### DVD和藍光光碟
在1999年10月5日發行了特別版的DVD，其中有寛螢幕及全螢幕的版本，其中也包括了電影預告片、原始的電影花絮、布魯克·雪德絲的個人相片集、蘭德爾·克萊澤和克里斯多福的訪談錄音、另一段蘭德爾·克萊澤、道格拉斯·戴·史都華及布魯克·雪德絲的訪談錄音，電影在2005年重新發行，和續集《重回藍色珊瑚礁》一起以上下集的方式販售。
在2012年12月11日由Twilight Time發行了限量藍光光碟。其中內容包括電影的段落、原始預告片、三個原始的廣告、一個名為《An Adventure in Filmmaking: The Making of The Blue Lagoon》的電影花絮，也有二段訪談錄音。

### 串流
1980年版的電影可以在亞馬遜影片及Vudu看到其串流版本。

## 外部連結
- 互联网电影数据库（IMDb）上《The Blue Lagoon》的资料（英文）
- TCM电影资料库上《The Blue Lagoon》的资料（英文）
- AllMovie上《The Blue Lagoon》的资料（英文）
- 美国电影学会目录上的《The Blue Lagoon》（英文）
- Box Office Mojo上《The Blue Lagoon》的資料（英文）
- 爛番茄上《The Blue Lagoon》的資料（英文）
- 豆瓣电影上《藍色珊瑚礁》的資料 （简体中文）